# Hálka

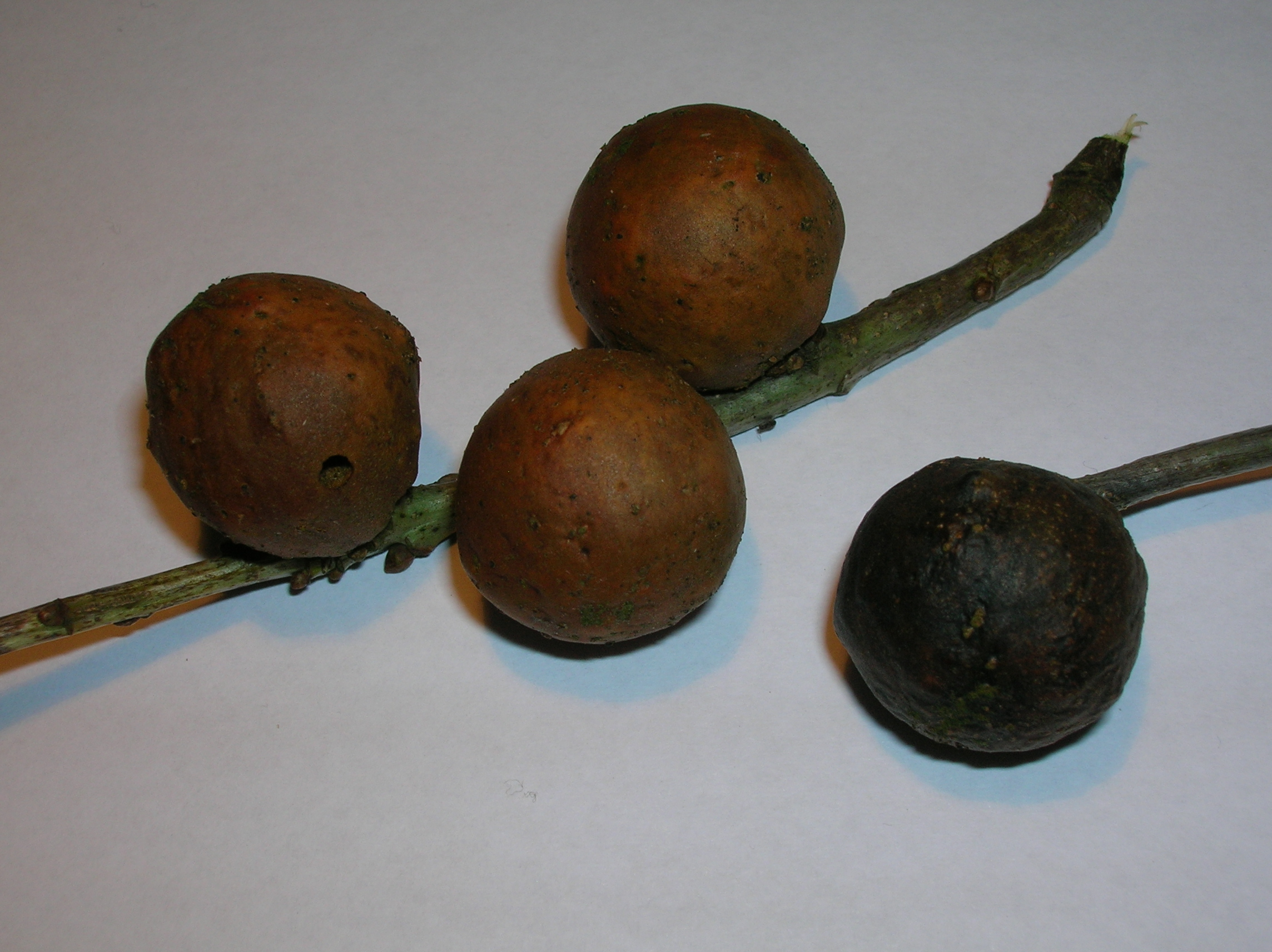
Hálky vzniklé působením žlabatek. Jedna zčernalá působením bakterie Phoma gallarum (Chapeltoun, Severní Ayrshire, Skotsko)

Hálka je útvar vznikající na rostlinách působením látek produkovaných jiným organismem, kterým může být hmyz, houba, bakterie nebo roztoč.

## Mechanismus vzniku
Hálky vznikají na rostlinách jako reakce na fytohormony, které vylučuje cizorodý organismus. K takovému působení dochází buď na poškozeném místě, které je vystaveno mikroorganismům, nebo na místě, do kterého byla nakladena larva hmyzu. Hálky vznikají nejčastěji na meristémech, místech, kde dochází k nejrychlejšímu dělení buněk (spodní straně listu, lodyze, pupenu, vzácněji na větvi, kořenu, květu, plodu). Vznikající pletivo má charakter hojivého pletiva, nazývaného kalus, které ale bývá často poměrně složitě uspořádané, proto se dá určit původce hálky z její struktury.[zdroj?] Duběnky jsou útvary, které vznikají na organismu působením jiného organismu, proto se dají charakterizovat jako rozšířený fenotyp parazita.

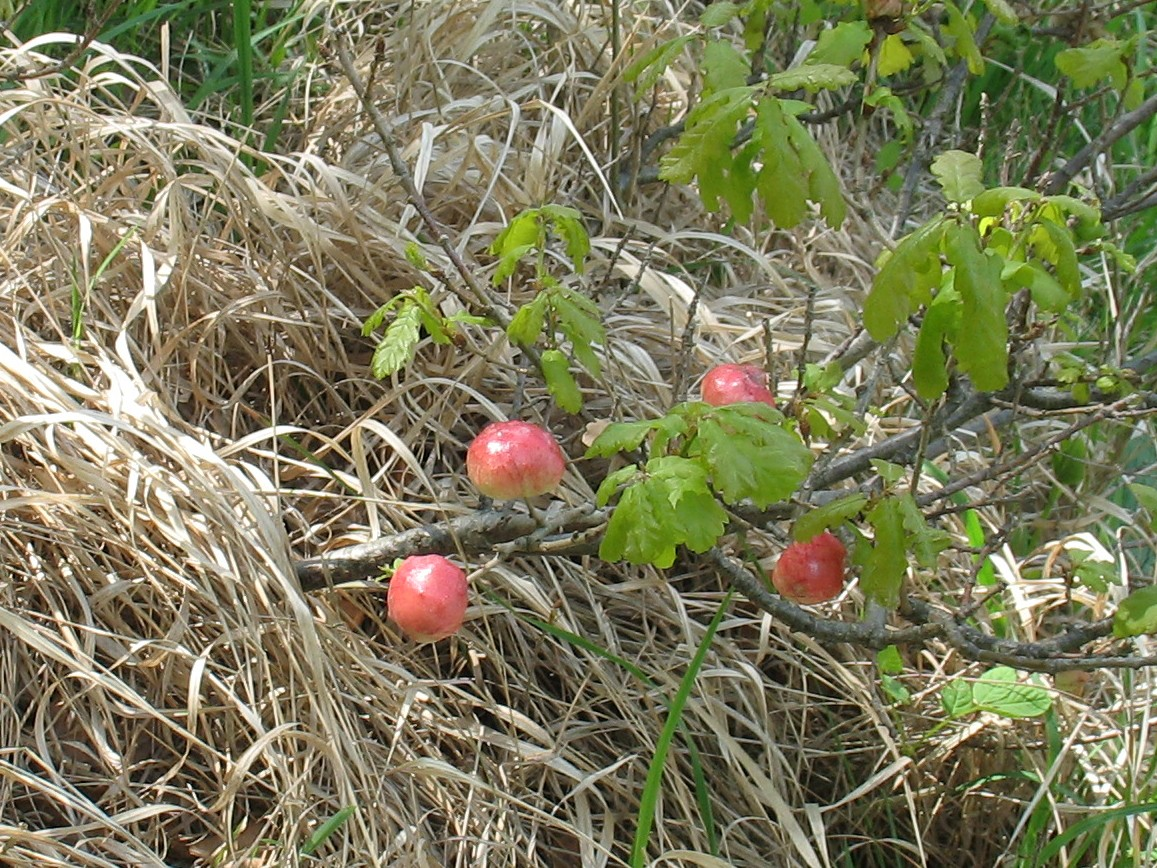
Hálky vos druhu Biorhiza pallida na dubu pýřitém v národní přírodní památce Bílé stráně u Litoměřic

## Původci
- Hmyz – mezi nejvýznamnější patří žlabatky, které tvoří duběnky na dubu a bedeguáry na růži šípkové
- bakterie a viry
- houby
- další rostliny

## Použití
Duběnky jsou zdrojem taninu, který se používá k výrobě duběnkového inkoustu, činění kůží a barvení.